# サンサルバドル
サンサルバドル（スペイン語: San Salvador）は、エルサルバドルの首都。
同国中部のサン・サルバドル県の県都でもある。
2016年の人口は24万7959人で、同国2位。
面積は72.3km2で、人口密度は3432人/km2。
2016年の都市圏人口は181万5600人で、同国1位。
中米有数の世界都市である。
スペイン語で「聖救世主」を意味する。

## 概要
サンサルバドル都市圏には2016年時点で人口の27.8%が集中している。
そのため国富の半分が集中し、エルサルバドルの経済の中心となっている。
市中心部には多くの高層ビルが立ち並ぶが、先コロンブス期の歴史的建造物は地震やスペインの征服者ペドロ・デ・アルバラード (Pedro de Alvarado) による破壊のため、現在ではほとんど残されていない。
パンアメリカンハイウェイが市内を貫き、多くの都市と結びついている。
また、同市はビール、タバコ、石鹸の生産地でもある。
サンサルバドル市民は富裕層と貧困層の二つに分けられる。
エルサルバドルの地方都市に比べれば豊かだが（一人当たりのGDPの全国平均は2300ドルだが、同市は6000ドル）、貧困は同市の最大の問題である。
サンサルバドルは（メキシコは北米と考えた場合）中米最大の都市である。

## 歴史
サンサルバドルの歴史は、スペインによる支配以前まで遡ることができ、メキシコのアステカ人と近縁関係にあるナワ系のピピル族の王朝が、現在の市の付近に都クスカトラン (Cuzcatlán) を建設したことに始まる。
あまり知られていないことだが、この都はスペインの支配を回避する目的で意図的に放棄されたことがある。
しかし、それもむなしく16世紀にスペインに発見され、少し離れたところに再建された。
クスカトランは現在の市の北側にあったが、バレ・デ・ラス・アマカス (Valle de Las Hamacas) という渓谷に移された。
バレ・デ・ラス・アマカスには、旧アセルワテ川 (Acelhuate)（現在は非常に汚染されている）の影響で、以前の都市より多くの面積と肥沃な大地を有していた。
1525年、征服者ペドロ・デ・アルバラードによってサンサルバドル市として建設された。
1811年、マヌエル・ホセ・アルセがサンサルバドルで中米初の独立の叫びをあげた。
1821年、グアテマラ総監領が独立した。
1822年、メキシコ帝国に征服された。
1823年、メキシコ帝国が崩壊し、中央アメリカ連合州が結成された。
1835年、自由主義者のフランシスコ・モラサン大統領によって中米連邦の首都となった。
1839年、中米連邦が崩壊した。
1841年、エルサルバドル共和国が独立すると、サンサルバドルは共和国の首都となった。
1854年、大地震により市は壊滅し、サンタ・テクラに遷都した。
1859年、復興が進んだサンサルバドルに再び遷都した。
国の人口成長が20世紀前半まで緩やかだったため、同市の人口成長も緩やかだった。
しかし、サンサルバドル市の持つ美しさ（人口が少なく空気がきれいである点）が、20世紀前半に評価され観光地となり、多くの欧米人が訪れることとなった。
1917年、サンサルバドル火山が噴火し、大きな被害を受けた。
第二次世界大戦後には、急速な都市成長により都市圏が拡大しサンサルバドル大都市圏を形成した。
1979年、エルサルバドル内戦が勃発し、サンサルバドルは左右両派のテロが繰り広げられる街となった。
2001年、再び大地震に襲われた。

## 地理
サンサルバドルは国土の中央部に位置している。
標高は海抜600〜1000m。
市の東には国内最大の火山湖イロパンゴ湖がある。

### 気候
年間平均気温は約23℃、年間降水量は約1,700mm程であり、高地にあるため熱帯に位置しながらも過ごしやすい気候となっている。
| サン・サルバドールの気候 | サン・サルバドールの気候 | サン・サルバドールの気候 | サン・サルバドールの気候 | サン・サルバドールの気候 | サン・サルバドールの気候 | サン・サルバドールの気候 | サン・サルバドールの気候 | サン・サルバドールの気候 | サン・サルバドールの気候 | サン・サルバドールの気候 | サン・サルバドールの気候 | サン・サルバドールの気候 | サン・サルバドールの気候 |
| 月                       | 1月                      | 2月                      | 3月                      | 4月                      | 5月                      | 6月                      | 7月                      | 8月                      | 9月                      | 10月                     | 11月                     | 12月                     | 年                       |
| ------------------------ | ------------------------ | ------------------------ | ------------------------ | ------------------------ | ------------------------ | ------------------------ | ------------------------ | ------------------------ | ------------------------ | ------------------------ | ------------------------ | ------------------------ | ------------------------ |
| 平均最高気温 °C （°F）   | 30.1 (86.2)              | 30.3 (86.5)              | 32.0 (89.6)              | 32.2 (90)                | 30.8 (87.4)              | 29.5 (85.1)              | 30.1 (86.2)              | 30.0 (86)                | 29.0 (84.2)              | 29.1 (84.4)              | 28.0 (82.4)              | 28.6 (83.5)              | 30.1 (86.2)              |
| 平均最低気温 °C （°F）   | 15.9 (60.6)              | 16.8 (62.2)              | 17.7 (63.9)              | 19.0 (66.2)              | 20.0 (68)                | 19.6 (67.3)              | 19.1 (66.4)              | 19.3 (66.7)              | 19.4 (66.9)              | 18.0 (64.4)              | 17.9 (64.2)              | 15.1 (59.2)              | 18.4 (65.1)              |
| 降水量 mm （inch）       | 5.0 (0.197)              | 2.0 (0.079)              | 9.0 (0.354)              | 36.0 (1.417)             | 152.0 (5.984)            | 292.0 (11.496)           | 316.0 (12.441)           | 311.0 (12.244)           | 348.0 (13.701)           | 217.0 (8.543)            | 36.0 (1.417)             | 10.0 (0.394)             | 1,734 (68.27)            |
| 出典：worldweather.org;  |                          |                          |                          |                          |                          |                          |                          |                          |                          |                          |                          |                          |                          |

## 災害

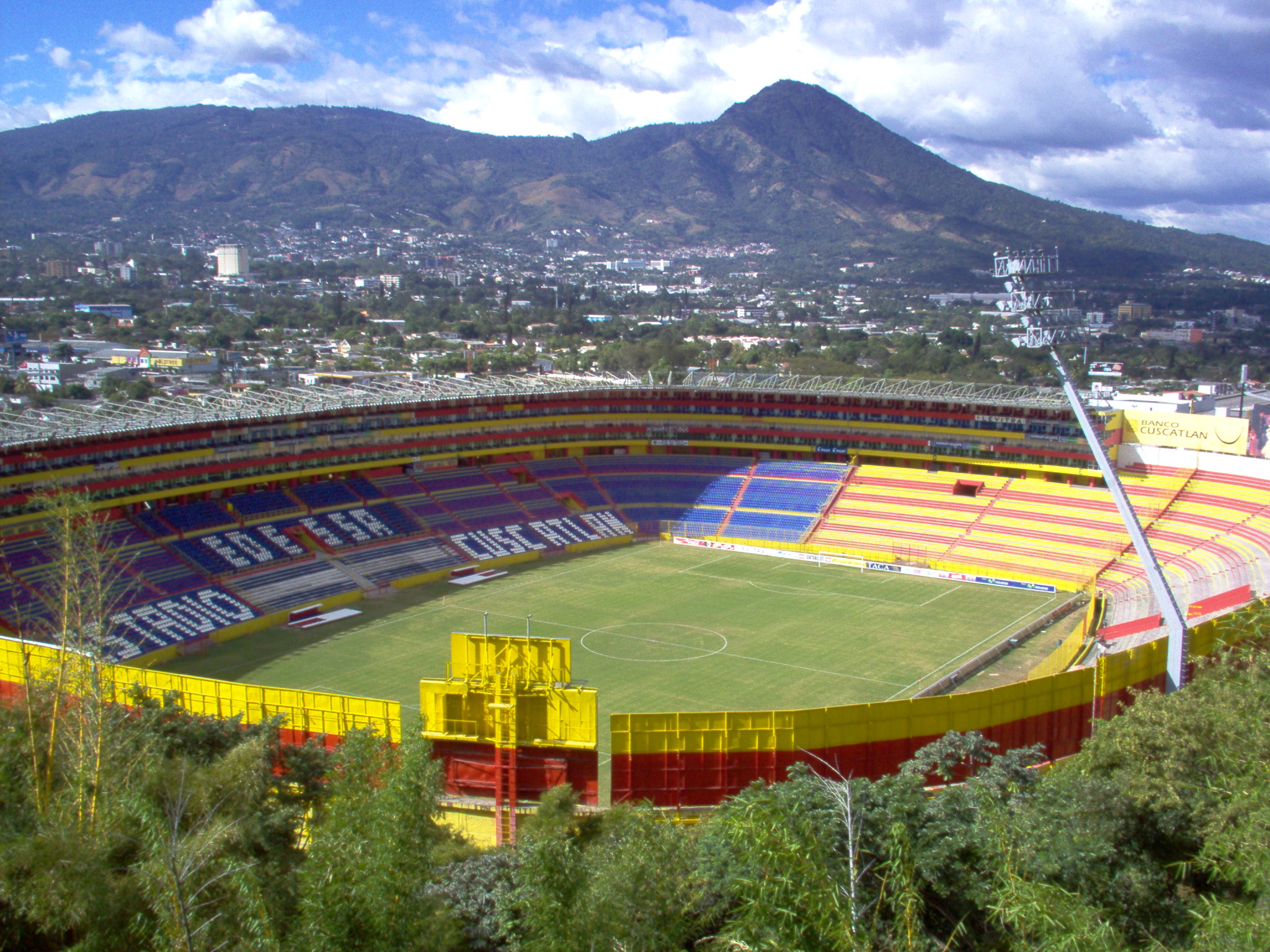
市内スタジアムから見たサンサルバドル火山

サンサルバドルは有史以来地震、噴火などの災害に悩まされている。
同市を襲った最大の地震は1854年の大地震であり、最大の噴火は1917年のサンサルバドル火山の噴火で、この噴火は3つの大地震の引き金となり、サンサルバドル市は広範囲にわたって被害を受けた。
これにより、政府は首都の移動を余儀なくされ、首都がヌエバ・サン・サルバドール（Nueva San Salvador, 現在のサンタ・テクラ Santa Tecla）に一時的に移転した。
最近の地震は2001年の地震で、ラス・コリナス (Las Colinas) で地滑りが起きるなどの多くの被害が残った。

## 交通
- エルサルバドル国際空港

サンサルバドル市内発着の長距離バスは、方面別に東・西・南の3ターミナルに分かれている。
- サンサルバドル東バスターミナル - 国内東部のサンビセンテ・サンミゲル・ラウニオン、国内北部のチャラテナンゴ方面発着のターミナル。
- サンサルバドル西バスターミナル - 国内西部のサンタアナ・アワチャパン・ソンソナテ方面発着のターミナル。
- サンサルバドル南バスターミナル - 国内東南部のサカテコルカ・ウスルタン方面発着のターミナル。3つのターミナルの中で最も規模が小さい。国際空港方面バスはこのターミナルが起点ではないものの、すぐそばを通過するので、乗換えは可能である。

## ギャラリー

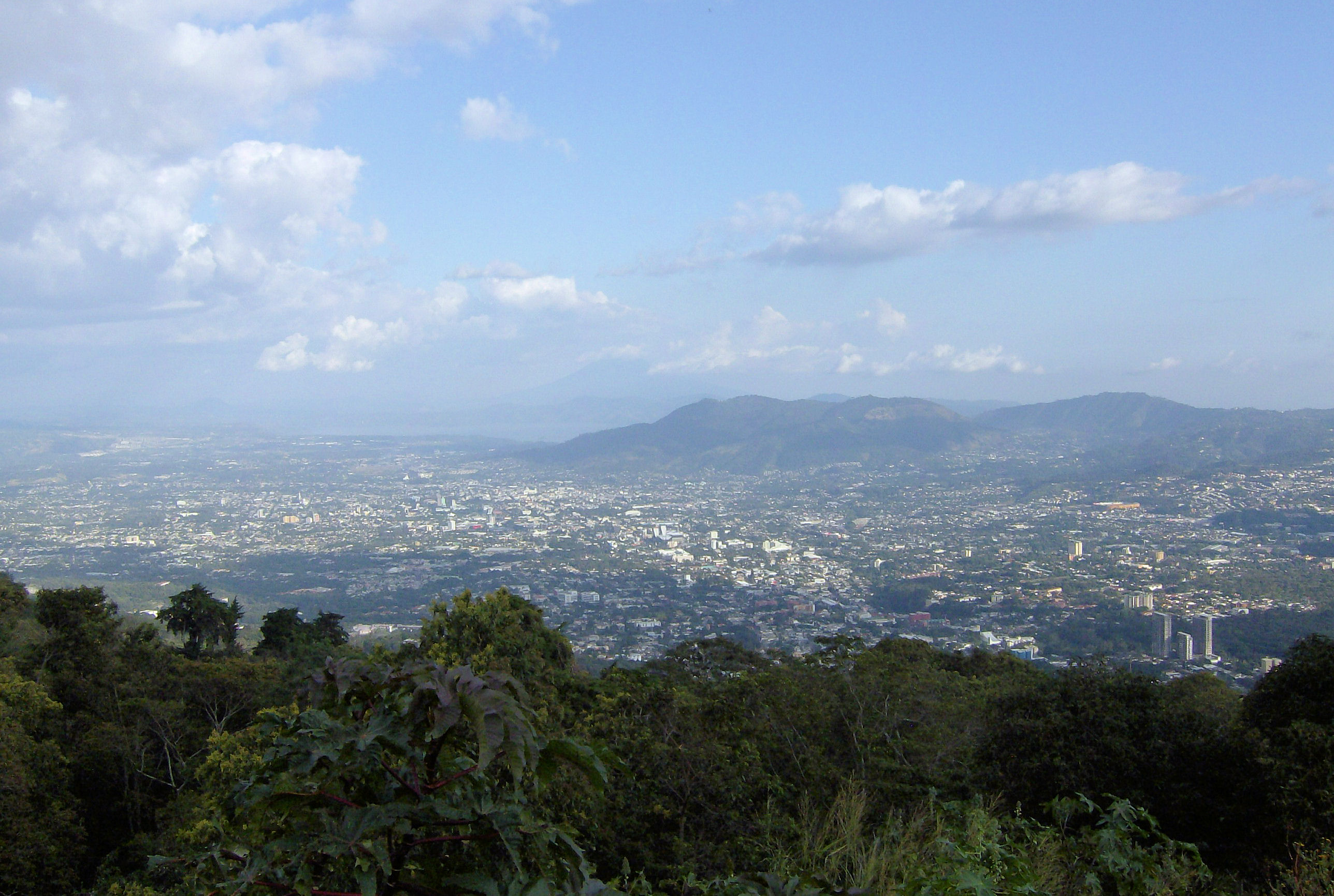
ケツァルテペック火山から見た大サンサルバドル
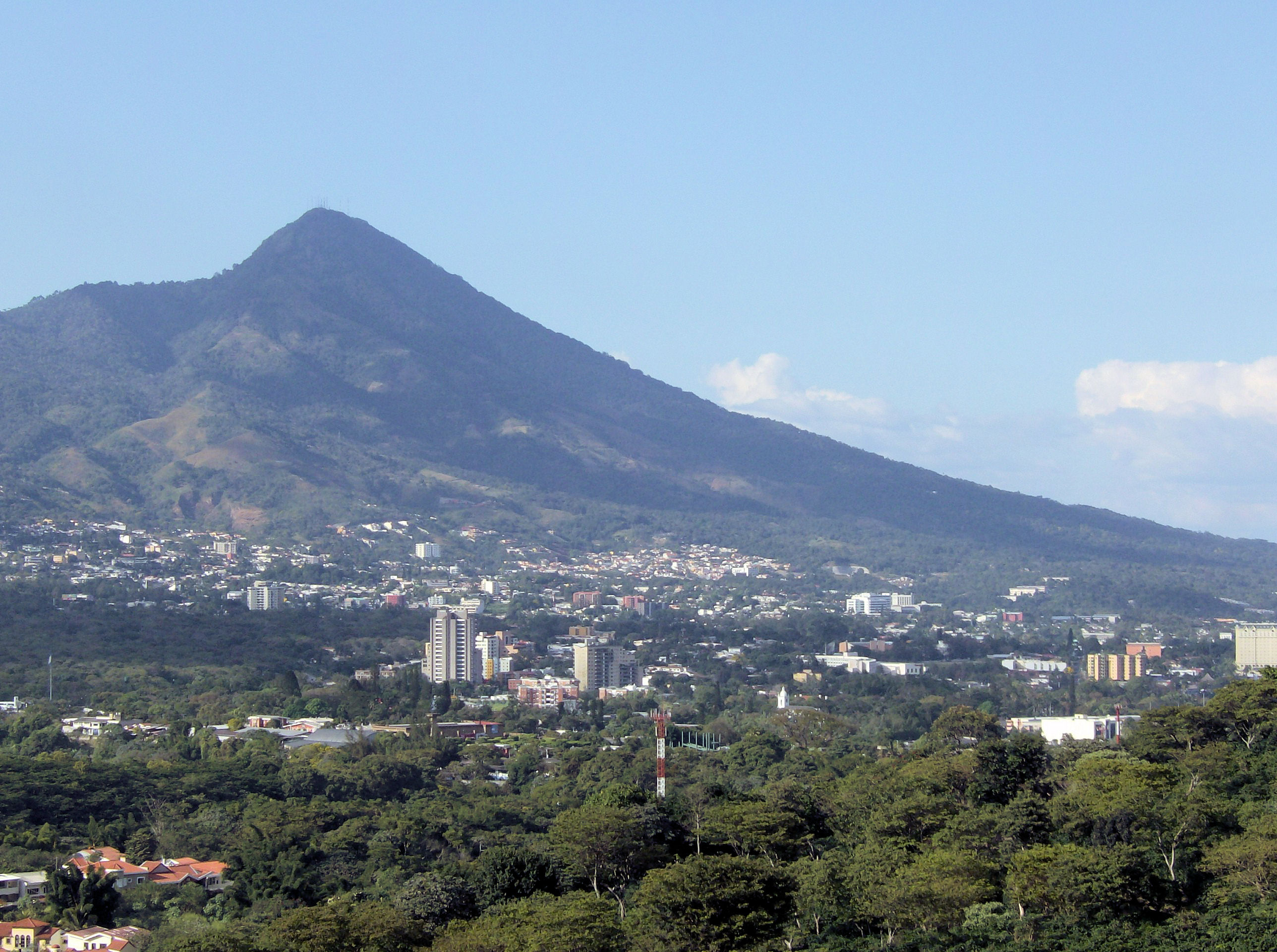
サンサルバドル北西部
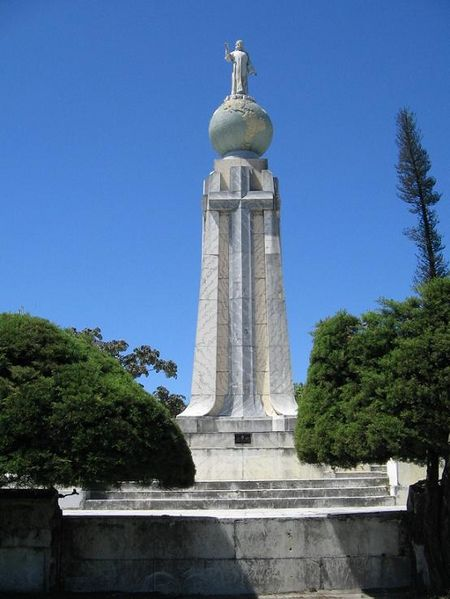
Monumento al Salvador del Mundo （世界の救世主のモニュメント）
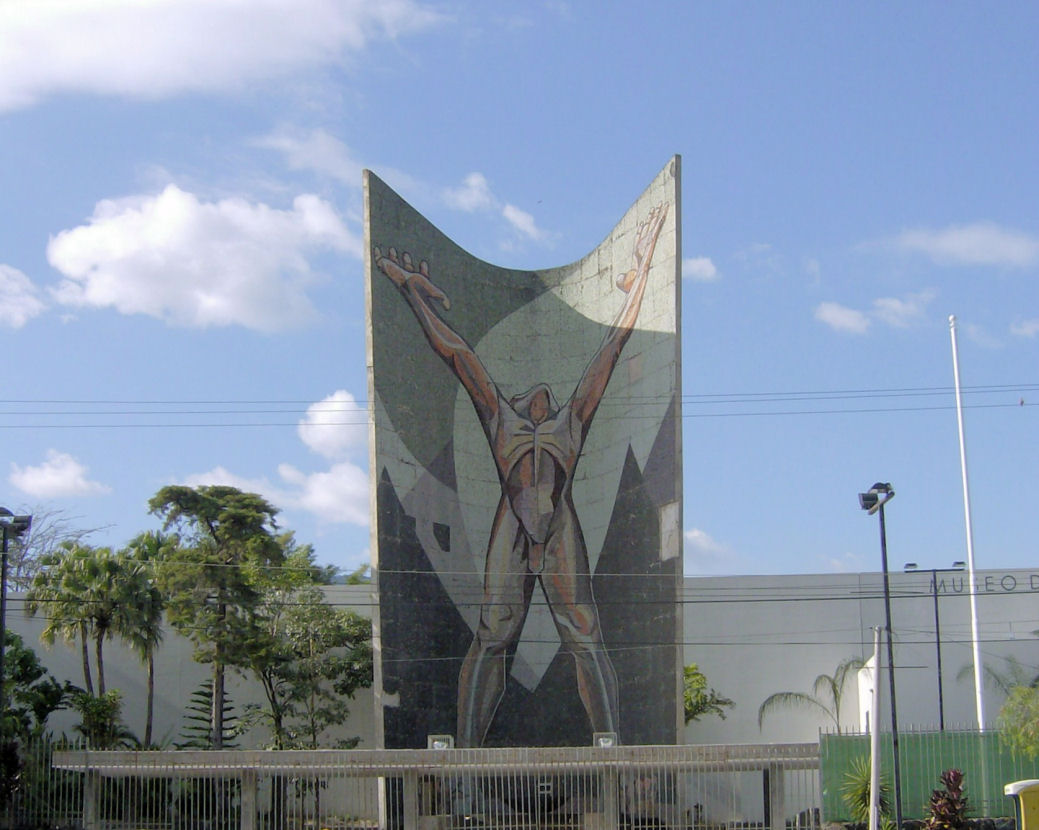
革命のモニュメント
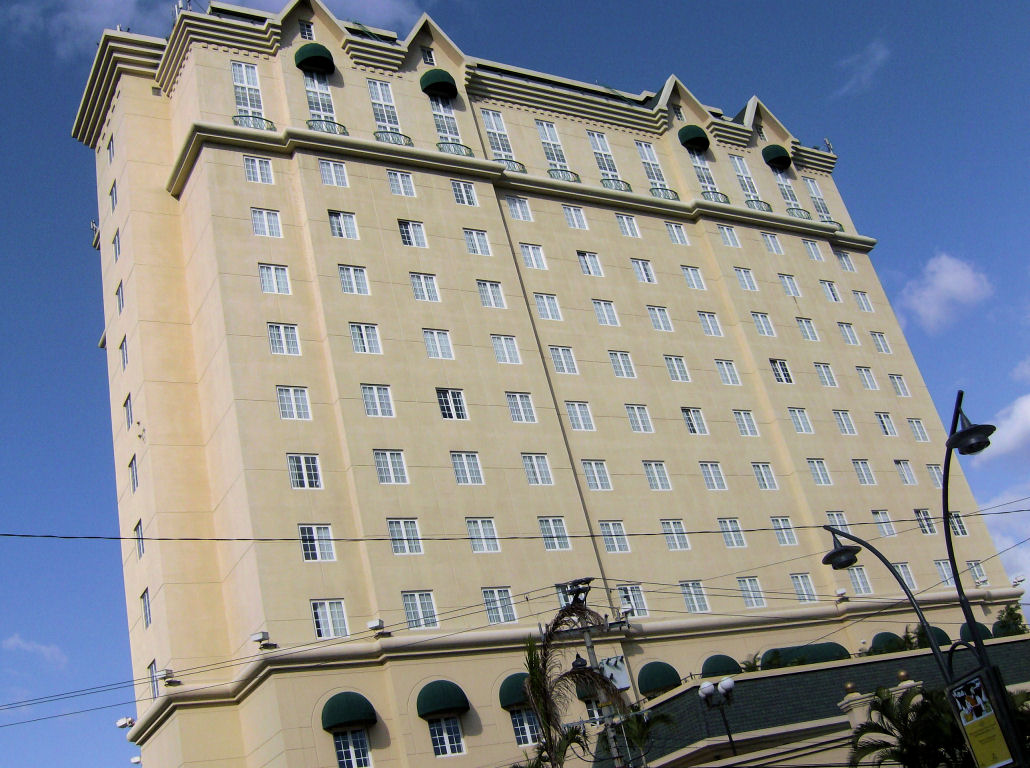
ソーナ・ローサの5つ星ヒルトンホテル
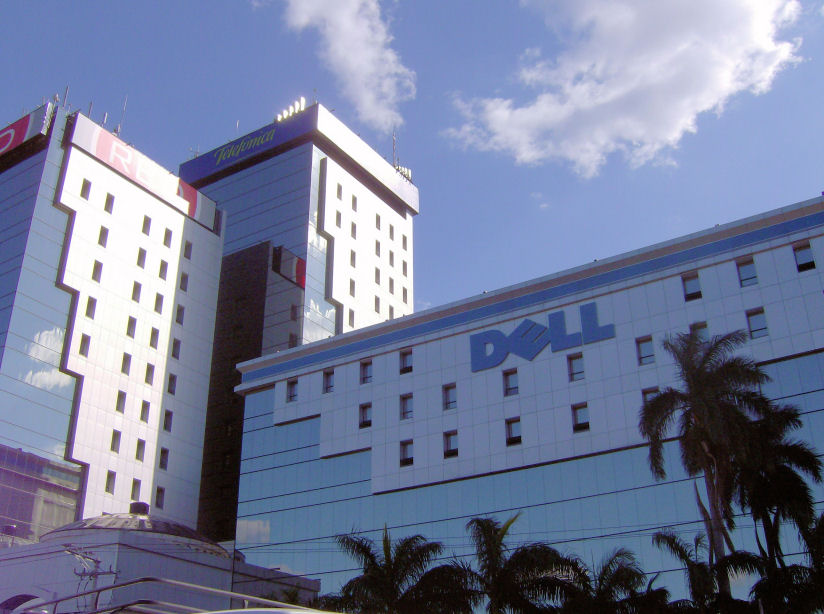
エル・サルバドル・デル・ムンドのオフィスビル

## 姉妹都市
- グアテマラ市、グアテマラ
- マナグア、ニカラグア
- メキシコ市、メキシコ
- サン・ペドロ・スーラ、ホンジュラス
- 台北、台湾
- ロサンゼルス、アメリカ合衆国
- カルタヘナ・デ・インディアス、コロンビア